# Clymenella koreana
Clymenella koreana är en ringmaskart som beskrevs av Lee och Paik 1986. Clymenella koreana ingår i släktet Clymenella och familjen Maldanidae. Inga underarter finns listade i Catalogue of Life.